# Цартас, Василис
Васи́лис Ца́ртас (греч. Βασίλης Τσιάρτας; 12 ноября 1972, Александрия, Иматия, Греция) — греческий футболист, чемпион Европы, атакующий полузащитник.

## Карьера
Цартас начинал играть в футбольных клубах «Александрия» и «Науса». В 1992 году он перешёл в АЕК Душана Баевича, который тогда трижды подряд становился чемпионом Греции. Но тогда Цартас ещё не был основным игроком АЕКа.
Свой талант он раскрыл в сезоне 1994/95, когда в чемпионате Греции забил 25 голов. Василис заинтересовал представителей «Севильи», которая потеряла Давора Шукера. В 1996 году Цартас уехал в испанский клуб, который тогда сформировал один из своих лучших составов за всю историю.
Но «Севилья» в сезоне 1996/97 умудрилась вылететь из Примеры. Цартас стал одним из лидеров команды и помог ей вернутся обратно в высший дивизион. «Севилья» недолго играла в нём и в 2000 году снова отправилась в Сегунду. Цартаса не привлекла перспектива снова играть во втором эшелоне испанского футбола, и том же году он перешёл обратно в АЕК.
В первом сезоне Цартас забил 14 голов, а в следующем — едва не стал чемпионом. Но не стал. Василис обвинил во всем тренера команды Фернандо Сантуша. Под стрелами критики Сантуш покинул клуб, и в Афины вернулся Душан Баевич.
В 2004 году Цартас заключил контракт с «Кёльном», но сыграл там лишь четыре матча. В 2006 году он вернулся в Грецию — играть за «Этникос». В Пирее Цартас и завершил карьеру.

## Достижения
- Чемпион Европы: 2004
- Чемпион Греции: 1992, 1993, 1994
- Обладатель Кубка Греции: 2002